# Tochigi
Tochigi (栃木市?, Tochigi-shi) è una città giapponese della prefettura di Tochigi.